# فورسيتي

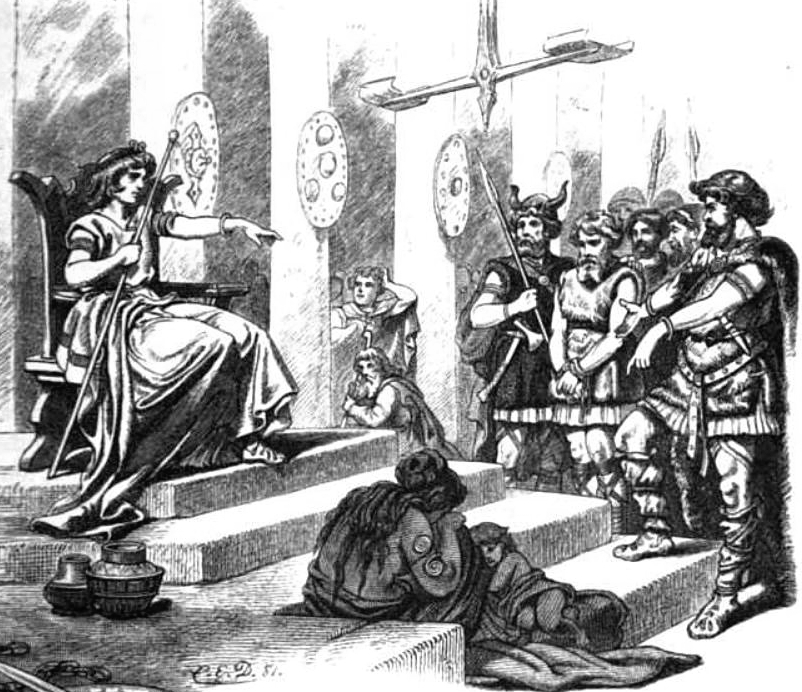
فورسيتي القاضي (1880) بريشة الرسام الألماني كارل إيميل دويبلير

فورسيتي (بالنرويجية القديمة، وتعني الرئيس في اللغة الأيسلندية ولغة جزر الفارو الحديثة). وهو إله العدلة والمصالحة في الأساطير الإسكندنافية. وهو متصل أساسا بالإله فورسيت إله من الفريزيين. وقد ذكر جاكوب غريم بأنه، ووفقا إلى آدم البريميني بأن جزيرة هيليغولاند قد كُرست لعبادته، مما يجعله إلها موحدا بين كل من الفريزيين والإسكندنافيين على حد سواء، ولكن من الغريب أنه لم يُذكر في ساكسو غراماتيكوس.

## دلالة وتاريخ
اعتبر غريم أن معنى فورسيتي (المدائح)، أقدم من الاسم، وانها أول ماظهرت في اللغة الألمانية العليا القديمة (forasizo) والتي تعني المديح باللغة الألمانية المعاصرة.، ولكن لاحقا من (فورس) «تيار الدوامة» أو «الطوفان»، مرتبطا مع الينابيع وسكان المناطق البحرية. من ناحية ثانية في كلمة نرويجية قديمة "forboð" والتي تعني «الحظر، النهي» وبالتالي فإن اسم (فورسيت) أقدم من (فورسيتي) والذي هو (تأثيل شعبي).
ووفقا لسنوري ستورلسون في قصائد إيدا النثرية، فإن فورسيتي ابن بالدر وزوجته نانا، وموطنه يُدعى غليتنير، والذي يعني «المشرق» وذلك بسبب سقفه الفضي وأعمدته الذهبية، والتي تعكس الضوء وبالإمكان رؤيته من بعيد. وهو الأفضل في المحاكم، وكل من يأتي إليه متخاصما يخرج راضيا. وهذه المهارة في الوساطة بين المتنازعين يجعله نقيضا للإله تير، (الذي لايسعى إلى الصلح بين الأطراف). من ناحية ثانية فقد أشار جان دي فرايس بأن ما يجعل فورسيتي مرتبطا بالعدالة هو اسمه، وليس هناك مايؤيد هذه النظرية في الأساطير الإسكندنافية.
أول مرة ذُكر فيها الاسم كان أبرشية تحمل اسم (فورسيتلوندر) في أونسوي (جزيرة أودين)، شرق النرويج. وقد سُميت على اسمه وربما تكون دليلا على أن فورسيتي قد عبد هناك.
أما في الثقافات الشعبية فقد ظهر اسم فورسيتي في لعبة تقمص أدوار، سجون وتنانين، وهي على الأغلب تستخدم الإله الراعي بالادين.

## الملاحظات
1. ↑  مذكور في: Cassell's Dictionary of Norse Myth & Legend (2002 edition). الصفحة: 23, 115. تاريخ النشر: 2002.
2. 1 2 3  مذكور في: Cassell's Dictionary of Norse Myth & Legend (2002 edition). الصفحة: 115. تاريخ النشر: 2002.
3. ↑  قيمة مجهولة. Brockhaus and Efron Encyclopedic Dictionary. Volume IIа, 1891 (بالروسية). {{استشهاد بدورية محكمة}}: الوسيط |title= غير موجود أو فارغ (help)
4. 1 2  جاكوب غريم (1882)
5. ↑  في الألمانية المعاصرة (Vorsitzender)
6. 1 2  جان دي فرايس (1957)، (1970)
7. ↑  غيلفاغينينغ المقطع 32
8. ↑  غيلفاغينينغ المقطع 25